# Zuid-Afrikaanse parlementsverkiezingen 1958
De Zuid-Afrikaanse parlementsverkiezingen van 1959 vonden op 16 april 1958 plaats. Bij deze verkiezingen wist de Nasionale Party van premier Johannes Strijdom haar zetelaantal van 94 naar 103 uit te breiden. De officiële oppositiepartij, de Verenigde Party van Sir De Villiers Graaff voor de derde keer op rij een verkiezingsnederlaag. De partij verloor 4 zetels. De Labour Party verdween uit de Volksraad.

## Uitslag
| Partij          | lijsttrekker           | %     | zetels | verschil |
| --------------- | ---------------------- | ----- | ------ | -------- |
| Nasionale Party | Johannes Strijdom      | 55,6% | 103    | +9       |
| Verenigde Party | Sir De Villiers Graaff | 43,6% | 53     | -4       |
| Totaal          |                        | 99,2% | 156    |          |

In 1959 scheidden een aantal links-liberalen zich van de Verenigde Party af en stichtten de Progressiewe Party.

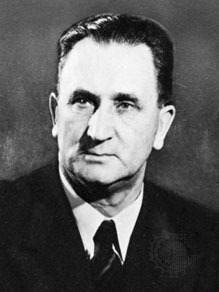
Johannes Strijdom
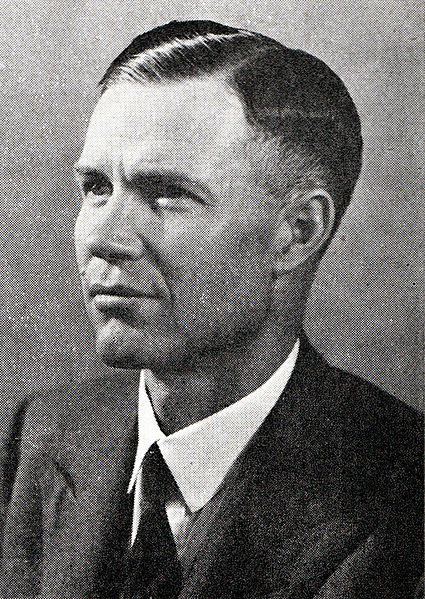
Jacobus Strauss

Parlementsverkiezingen: 1910 · 1915 · 1920 · 1921 · 1924 · 1929 · 1933 · 1938 · 1943 · 1948 · 1953 · 1958 · 1961 · 1966 · 1970 · 1974 · 1977 · 1981 · 1984 · 1987 · 1989 · 1994 · 1999 · 2004 · 2009 · 2014 · 2019 · 2024

Referenda: 1960 · 1983 · 1992